# Thimet oligopeptidase
Thimet oligopeptidase (TOP), EC 3.4.24.15 é uma metalo-peptidase de 78 kDa, zinco dependente responsável pela clivagem de oligopeptídeos. Em mamíferos esta enzimas apresenta um pH ótimo próximo ao neutro, estando localizada na fração solúvel do citoplasma.
| Banco de dados - Thimet Oligopeptidase | Banco de dados - Thimet Oligopeptidase |
| -------------------------------------- | -------------------------------------- |
| IntEnz                                 | IntEnz                                 |
| BRENDA                                 | BRENDA                                 |
| ExPASy                                 | ExPASy                                 |
| KEGG                                   | KEGG                                   |
| MetaCyc                                | Via metabólica                         |
| PRIAM                                  | Perfil                                 |
| PDB                                    | Protein Data Bank                      |
| JBC                                    | Estrutura                              |

A clivagem de ligações peptídicas é uma importante modificação química ocorrida em proteínas, sendo essencial para diversas funções biológicas importantes, como a conversão de proteínas inativas em moléculas biologicamente ativas .

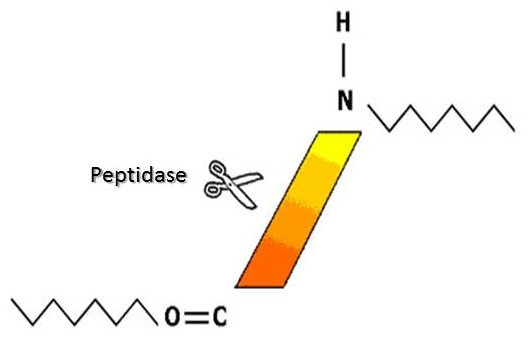
Representação esquemática de clivagem proteolítica

As enzimas responsáveis pela hidrólise de ligações peptídicas, denominadas peptidases ou proteases, são classificadas de acordo com a reação catalisada conforme a natureza química do sítio catalítico. Os resíduos de aminoácidos
presentes no sítio catalítico estabelecem a base para a classificação destas enzimas, podendo ser dividida em sete classes, Aspartil, Serino, Treonil, Glutamil, Cisteíno, Metalo e peptidases com mecanismo catalítico desconhecido.
Estes resíduos estão envolvidos diretamente no processo catalítico, as metalo-peptidases contêm um íon metálico no sítio ativo indispensável para seu mecanismo catalítico, sem este íon a enzima perde sua atividade.
A enzima Thimet oligopeptidase (TOP), EC 3.4.24.15 é uma metalo-peptidase de 78 kDa, zinco dependente presente em diferentes organismos, apresentando pH ótimo de 7,2 em mamíferos, estando localizada na fração solúvel do citoplasma .
Existem evidências de que esta enzima exerce um papel essencial no que se refere à apresentação de peptídeos antigênicos na via de apresentação ao MHC de classe I, além de participarem da degradação de oligopeptídeos no citosol, geralmente produtos provenientes do proteasoma, degradando oligopeptídeos com resíduos entre 5 a 17 aminoácidos, liberando peptídeos menores que atuam como substratos para as aminopeptidases, enzimas que clivam sequências menores liberando aminoácidos para síntese de novas proteínas .
Estudos demonstraram que a estrutura da TOP é muito similar a estrutura de sua enzima homóloga, neurolisina, ambas apresentam dois domínios compostos praticamente por estruturas α-hélice, sendo que, entre estes dois domínios, forma-se um canal, uma espécie de túnel  onde o sítio ativo fica localizado, isso justifica a restrição ao tamanho dos substratos uma vez que esta enzima é capaz de selecionar apenas oligopeptídeos contendo no máximo 17 resíduos de aminoácidos como substratos, pois esses devem atravessar o túnel para atingir o centro ativo da enzima .

## Especificidade e aspectos químicos
Com a construção de diferentes substratos, foi possível identificar que aminoácidos hidrofóbicos em determinadas posições parecem aumentar a eficiência catalítica, a sequência de aminoácidos é essencial para o reconhecimento pela enzima e consequentemente possui grande influência sobre os parâmetros cinéticos .

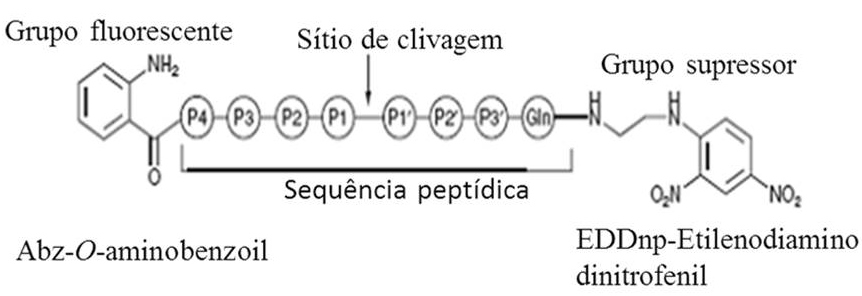
Representação de substrato fluorescente, onde Abz atua como grupo fluorescente e EDDnp como grupo apagador.

Uma das formas de monitoramento da atividade sobre os diferentes substratos é através da detecção da fluorescência. Substratos sintéticos com supressão intramolecular da fluorescência, ou sondas fluorescentes e supressoras acopladas a sequência peptídica permitem entender importantes sítios de interação enzima-substrato, de ambos os lados da ligação peptídica hidrolisada .
Mutações sítio dirigidas, sugerem que alguns resíduos próximos ao centro catalítico interagem com o substrato, sendo importantes para a interação entre enzima e substrato. A TOP possui uma alça flexível próxima ao centro catalítico, esta alça é formada por 13 resíduos sendo quatro deles resíduos de glicina, que conferem a flexibilidade a esta alça, também são encontrados resíduos de tirosina, os quais interagem diretamente com o substrato .
Um aspecto característico dessa enzima é sua sensibilidade por agentes redutores contendo grupo SH, como DTT (ditiotreitol)  e mercaptoetanol. A TOP é ativada por baixas concentrações destes reagentes, mas frente à concentrações mais altas, verifica-se uma inibição, frequentemente atribuída à afinidade que o zinco tem por grupos SH. Vale ressaltar que agentes quelantes como EDTA (ácido etilenodiamino tetra-acético) inativam metalo-peptidases . 

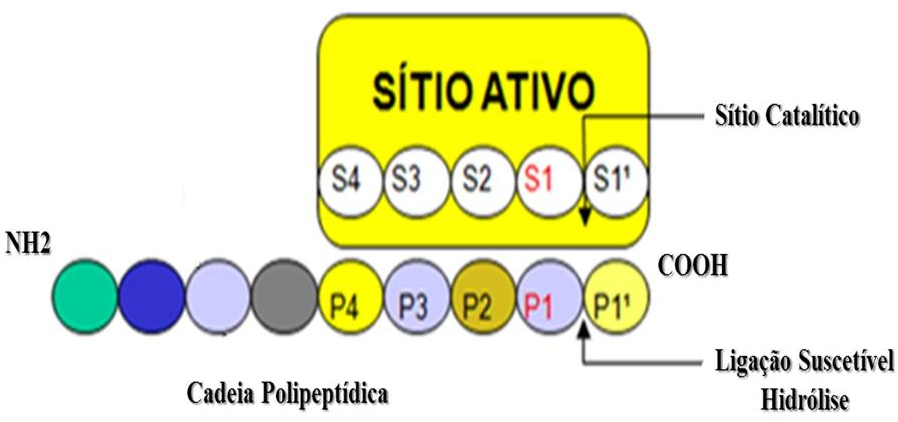
Modelo proposto por Schechter & Berger

Estudos variando resíduos de aminoácidos em diferentes posições da cadeia polipeptídica mostraram que alterações na posição P1 exercem uma grande influência sobre a constante catalítica. O melhor substrato para TOP contém Phe, Ala, ou Arg nesta posição, enquanto Isoleucina na posição P1 inibe a enzima, apresentando Ki = 0,4 mM atuando como um inibidor competitivo simples. Alguns resíduos de aminoácidos tem grande influência sobre a constante Km, independente da posição . 

## Histórico
Os primeiros relatos sobre uma metalo-peptidase tiol dependente ocorreu em 1973 durante estudos sobre a degradação peptídeos biologicamente ativos em cérebro de coelho realizados por Camargo e colaboradores. Em 1976 duas endopeptidases tiol ativáveis foram isoladas da fração citosólica do mesmo tecido, as quais foram posteriormente caracterizadas e nomeadas como endo-oligopeptidases A e B, com base em sua seletividade por oligopeptídeos .
No ano de 1983, Orlowski e colaboradores descreveram uma oligopeptidase com características semelhantes às observadas na endo-oligopeptidase A em estudos realizados com neuropeptídeos de cérebro de rato, exceto pelo fato de se tratar de uma metalo-peptidase .
Desta forma, ambas endo-oligopeptidases foram classificadas como enzimas distintas, sendo a endo-oligopeptidase A classificada como cisteíno-peptidase e a enzima encontrada por Orlowski em cérebro de rato como metalo-peptidase, sendo seus respectivos ECs: 3.4.22.19 e EC 3.4.24.15 . Seguido pela realização de isolamento e sequenciamento do cDNA desta última no ano de 1990 .
Entretanto, em 1992, após revisar as propriedades encontradas para endo-oligopeptidase A e da metalo-peptidase EC 3.4.24.15, Barret e Rawlings sugeriram que estas fossem consideradas uma única enzima, a qual deveria ser classificada como uma metalo-peptidase tiol dependente, denominada Thimet oligopeptidase (TOP) mantendo-se o número de EC da metalo-peptidase, ou seja, EC 3.4.24.15 .
Contudo, no ano 2000 a endo-oligopeptidase A teve seu gene clonado e a partir da sequência de aminoácidos encontrada verificaram que esta, embora
muito semelhante a TOP, tratava-se de outra enzima .

## Expressão e purificação
Uma das formas de obtenção da enzima Thimet oligopeptidase se dá pela
expressão da proteína recombinante em cepas de Escherichia coli, onde a indução da expressão da enzima é feita através da adição de IPTG (isopropil-b-D-galactosídeo) ao meio de cultivo da bactéria .
Após o período de expressão proteica faz-se necessária a realização de etapas de purificação da enzima, a qual inicia-se com a lise das células bacterianas de modo a promover a liberação de proteínas intracelulares para o meio a ser purificado .
Dentre as mais diversificadas técnicas de purificação existentes podemos destacar a cromatografia de afinidade, sendo neste caso realizada através do emprego da solução contendo a proteína recombinante de interesse contendo uma cauda de histidina em uma resina de níquel, onde a purificação é realizada devido à afinidade pelo anel imidazólico presente nas histidinas que compõem a estrutura desta proteína, seguida pela eluição da mesma através do emprego de tampão com concentrações crescentes de imidazol, o qual apresenta maior afinidade pelo níquel quando comparada às histidinas presentes na estrutura da proteína recombinante .
Para avaliação da pureza da proteína obtida são recolhidas alíquotas durante cada nova etapa do processo de purificação para posterior aplicação em gel de acrilamida. Além disso, faz-se necessária a avaliação da atividade específica da proteína, a qual é obtida através da realização de ensaios enzimáticos empregando substratos específicos para a enzima de interesse .

## Propriedades biológicas
Análises empregando técnicas de imunohistoquímica em cérebro de rato revelaram a presença da enzima em regiões nucleares e citoplasmáticas, havendo uma relação inversa de sua concentração nas regiões estudadas, sugerindo que a metalo-protease pode trafegar livremente entre estes dois compartimentos celulares .
Além das funções anteriormente citadas foi demonstrado que a TOP poderia ser secretada pelo epitélio da traquéia bovina e exercer atividade sobre a bradicinina, participando em etapas importantes da metabolização desta proteína .
Alguns trabalhos sugerem ainda que a TOP possa participar na doença de Alzheimer, estando envolvida no processo de liberação do peptídeo β-amilóide .                